# Revilla-Vallegera
Revilla-Vallegera är en ort i Spanien.   Den ligger i provinsen Provincia de Burgos och regionen Kastilien och Leon, i den norra delen av landet, 200 km norr om huvudstaden Madrid. Revilla-Vallegera ligger 788 meter över havet och antalet invånare är 114.
Terrängen runt Revilla-Vallegera är platt åt nordost, men åt sydväst är den kuperad. Runt Revilla-Vallegera är det mycket glesbefolkat, med 7 invånare per kvadratkilometer. Närmaste större samhälle är Astudillo, 14,2 km väster om Revilla-Vallegera. Trakten runt Revilla-Vallegera består till största delen av jordbruksmark.